# Euphranta maxima
Euphranta maxima är en tvåvingeart som beskrevs av Erich Martin Hering 1941. Euphranta maxima ingår i släktet Euphranta och familjen borrflugor. Inga underarter finns listade i Catalogue of Life.